# Molen op de Elshof
De Molen op de Elshof is een voormalige stellingmolen in de Overijsselse buurtschap Elshof in de gemeente Olst-Wijhe. De molen werd in 1895 gebouwd als opvolger van een afgebrande eerdere molen. De molen is een achtkante bovenkruier op gemetselde achtkante voet en diende oorspronkelijk voor het malen van graan. In 1933 werd de molen onttakeld, waarna de maalderij werd aangedreven met een elektromotor. De molen is in 1979 verbouwd tot woonhuis. De molen op de Elshof is een rijksmonument.